# Xystrocera pauliani
Xystrocera pauliani es una especie de escarabajo longicornio del género Xystrocera, categorizada en la tribu Xystrocerini, de la subfamilia Cerambycinae. Fue descrita por Lepesme & Breuning en 1951.

## Descripción
Mide 17-27 mm de longitud.

## Distribución
Se distribuye por Costa de Marfil, Ghana y Guinea.